# Baldushk
Baldushk là một đô thị trong quận Tirana thuộc hạt Tirana, Albania. Dân số năm 2005 là 5578 người.